# Ochánduri
Ochánduri tỉnh và cộng đồng tự trị La Rioja, phía bắc Tây Ban Nha. Đô thị này có diện tích là 11,72 ki-lô-mét vuông, dân số năm 2009 là 84 người với mật độ 7,17 người/km². Đô thị này có cự ly 16 km so với Logroño.